# Heterofilia

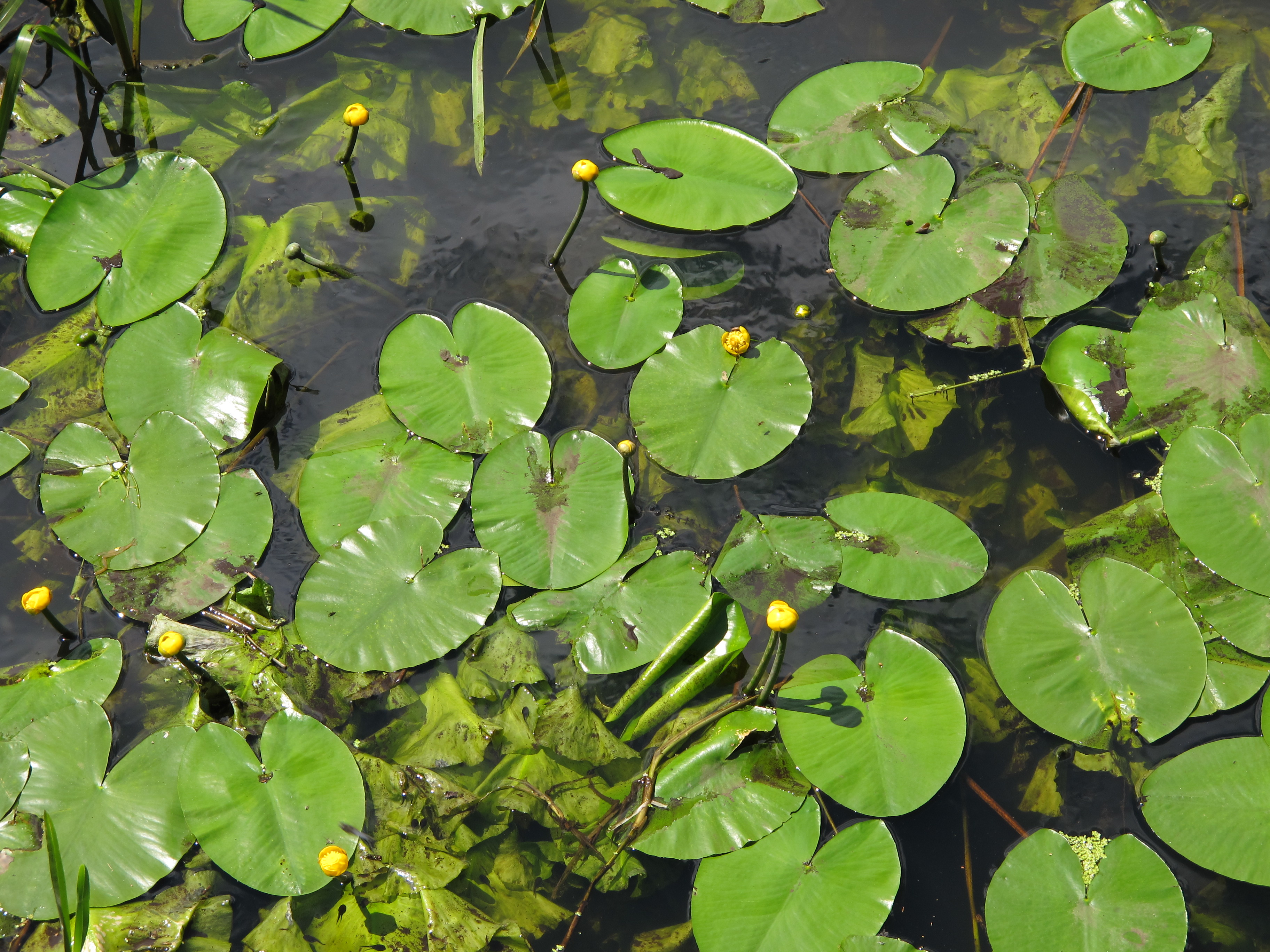
Heterofilia u grążela żółtego – tarczowate liście pływające na długich ogonkach i sałatowate liście podwodne

Heterofilia, różnolistność, różnopostaciowość liści – zjawisko zróżnicowania kształtu dojrzałych liści wyrastających na tej samej roślinie lub roślinach tego samego gatunku. W wąskim ujęciu obejmuje różnolistność warunkowaną czynnikami środowiska, w szerszym obejmuje także wszelkie dziedziczne modyfikacje liści.
Heterofilia indukowana (h. modyfikacyjna) następuje pod wpływem działania odmiennych czynników środowiska. W przypadku wystąpienia na jednej roślinie przyczyną są zmiany warunków środowiska w czasie, a odmienność kształtu liści na różnych osobnikach tego samego gatunku warunkowana jest przez czynniki kształtujące ich siedlisko. Indukowane zmiany kształtu liści na tym samym osobniku są nierzadkie u roślin wodnych, u których odmienną budowę miewają liście rozwijające się pod wodą, na jej powierzchni lub nad powierzchnią. Na przykład u strzałki wodnej (Sagittatia sagittifolia), podwodne liście są taśmowate, wiotkie i poddające się ruchowi wody, pozbawione aparatów szparkowych i kutykuli, pływające są owalne, a nadwodne – sztywne i strzałkowate. Różne liście podwodne wykształca m.in. grążel żółty (są wiotkie i sałatowate) i włosienicznik wodny (są podzielone), podczas gdy liście pływające u grążela są sztywne i tarczowate, a u włosienicznika mają szeroką, nerkowatą blaszkę.
Heterofilia indukowana u różnych roślin tego samego gatunku występuje w przypadku rozwoju roślin w różnych warunkach. Blaszka liściowa marsylii ma inny kształt, gdy roślina ta rośnie w środowisku lądowym, a inny gdy rośnie w wodzie. U dzwonka okrągłolistnego (Campanula rotundifolia) rosnącego na nasłonecznionym stanowisku liście są podłużne, gdy osobniki tego gatunku rosną w cieniu liście są okrągłe. 
Heterofilia dziedziczna (h. wrodzona) występuje u roślin, u których liście mają genetycznie uwarunkowaną różną funkcję i budowę. W jej efekcie część liści rozwija się jako trofofile pełniące funkcje asymilacyjne, a część pełni funkcje obronne (np. ciernie u berberysu), czepne (np. wąsy u dyni), mogą też pełnić funkcje takie jak korzenie i je przypominać (np. u salwinii).